# Cóc đốm Hòn Bà
Cóc đốm Hòn Bà (Danh pháp khoa học: Kalophrynus honbaensis) là loài cóc mới được phát hiện ở Việt Nam, tên của nó được đặt theo địa danh khu bảo tồn thiên nhiên Hòn Bà thuộc tỉnh Khánh Hòa. Loài này được phát hiện ở các khu rừng có độ cao 1.500m so với mực nước biển. Các cá thể của loài này có có đặc điểm hình thái gần giống với nhái cóc đốm (Kalophrynus interlineatus), một loài nhái cóc khá phổ biến có vùng phân bố rộng khắp Đông Nam Á. Việc phát hiện cóc đốm Hòn Bà ở Việt Nam đã làm gia tăng số lượng loài thuộc chi Kalophrynus ở Việt Nam lên 3 loài.